# استاور شرقی (دورست)
استاور شرقی (به انگلیسی: East Stour) یک روستا و محله مدنی در بریتانیا است که در North Dorset واقع شده‌است. استاور شرقی ۵۷۳ نفر جمعیت دارد.